# Furacão Andrew
O furacão Andrew foi um furacão de categoria 5 no Atlântico muito poderoso e destrutivo que atingiu as Bahamas, Flórida e Luisiana em agosto de 1992. É o furacão mais destrutivo que já atingiu a Flórida em termos de estruturas danificadas ou destruídas, e foi o mais caro em termos financeiros até que o furacão Irma ultrapassou 25 anos depois. Foi o furacão mais forte em décadas e o furacão mais caro a atingir qualquer ponto dos Estados Unidos, até ser superado pelo Katrina em 2005. Além disso, Andrew é um dos apenas quatro furacões a atingir a costa dos Estados Unidos como um furacão de categoria 5, ao lado do furacão do Dia do Trabalho de 1935, Camille de 1969 e Michael de 2018. Andrew causou grandes danos nas Bahamas e Luisiana, mas o maior impacto foi sentido na Flórida Sul, onde a tempestade chegou a terra em Homestead, Flórida em 24 de agosto como uma furacão de categoria 5, com velocidades de vento sustentadas de 1 minuto de até 266 km/h (165 mph) e uma rajada de até 280 km/h (174 mph). Passando diretamente pela cidade de Homestead no condado de Dade (agora conhecido como condado de Miami-Dade), Andrew destruiu muitas casas, exceto as suas fundações de concreto. No total, Andrew destruiu mais de 63 500 casas, danificou mais de 124 000 outros, causaram $ 27,3 bilhão em danos, e deixou 65 pessoas mortas.
Andrew começou como uma depressão tropical no leste do Atlântico em 16 de agosto. Depois de passar uma semana sem se fortalecer significativamente no Atlântico central, rapidamente se intensificou em um furacão poderoso de categoria 5 enquanto se movia para oeste em direção às Bahamas em 23 de agosto. Embora tenha enfraquecido brevemente para status de categoria 4 ao atravessar as Bahamas, ele recuperou a intensidade de categoria 5 antes de atingir a costa da Flórida em Elliott Key e depois Homestead em 24 de agosto. Com uma pressão barométrica de 922 mbar (27,23 inHg) no momento de tocar terra na Flórida, Andrew é o sexto furacão mais intenso a atingir os Estados Unidos. Várias horas depois, o furacão emergiu sobre o Golfo do México na força de furacão, com a Costa do Golfo dos Estados Unidos em seu caminho perigoso. Depois de virar para noroeste e enfraquecer ainda mais, Andrew tomou uma rota para a costa perto de Morgan City, Luisiana, como uma tempestade de categoria inferior 3. Depois de se mover para o interior, o pequeno furacão curvou-se para nordeste e rapidamente perdeu a sua intensidade, tornando-se extratropical em 28 de agosto, e se fundindo com um sistema frontal sobre os Montes Apalaches do sul em 29 de agosto.
Andrew primeiro infligiu danos estruturais ao se mover pelas Bahamas, especialmente em Cat Cays, açoitando as ilhas com marés de tempestade, ventos com força de furacão e tornados. Cerca de 800 casas foram destruídas no arquipélago e houve danos substanciais aos setores de transporte, água, saneamento, agricultura e pesca. Andrew deixou quatro mortos e $ 250 milhões em danos nas Bahamas. Em partes do sul da Flórida, Andrew produziu ventos fortes; uma rajada de vento de 285 km/h (177 mph) foi observada em uma casa em Perrine. As cidades de Florida City, Homestead, Cutler Ridge e partes de Kendall receberam o pior da tempestade. Até 1,4 milhões de pessoas perderam a energia no auge da tempestade; alguns por mais de um mês. Nos Everglades, 70 000 acres (280 km2) de árvores foram derrubados, enquanto pítons birmaneses invasores começaram a habitar a região depois que uma instalação próxima que as abrigava foi destruída. A precipitação na Flórida foi substancial, com pico de 355 mm no oeste do condado de Dade. Na Flórida, Andrew matou 44 e deixou um recorde de $ 25 bilhão em danos.
Antes de chegar à Luisiana em 26 de agosto, Andrew causou grandes danos às plataformas de petróleo no Golfo do México, levando a US$ 500 milhões em perdas para as empresas de petróleo. Ele produziu ventos com força de furacão ao longo de seu percurso através da Luisiana, danificando grandes extensões de linhas de energia que deixaram cerca de 230 000 pessoas sem eletricidade. Mais de 80% das árvores na bacia do rio Atchafalaya foram derrubadas e a agricultura foi devastada. Ao longo da bacia e do Bayou Lafourche, 187 milhões de peixes de água doce foram mortos no furacão. Com 23 000 casas danificadas, 985 outras destruídas, e 1 951 casas móveis demolidas, perdas de propriedades na Luisiana ultrapassaram US$ 1,5 bilhão. O furacão causou a morte de 17 pessoas no estado, 6 das quais se afogaram no mar. Andrew gerou pelo menos 28 tornados ao longo da Costa do Golfo, especialmente no Alabama, Geórgia e Mississippi. No total, Andrew deixou 65 mortos e causou $ 27,3 bilhão em danos. Andrew é atualmente o oitavo furacão mais caro do Atlântico a atingir os Estados Unidos, atrás apenas de Katrina (2005), Ike (2008), Sandy (2012), Harvey (2017), Irma (2017), Maria (2017) e Ida (2021), bem como o nono furacão mais caro do Atlântico, atrás dos sistemas mencionados e Wilma (2005). A tempestade é o terceiro furacão mais forte a atingir o continente dos EUA pela velocidade do vento (165 mph).

## História meteorológica
Uma onda tropical atingiu a costa oeste da África em 14 de agosto. Uma crista de alta pressão ao norte fez com que a onda se movesse rapidamente para oeste. Uma área de convecção desenvolveu-se ao longo do eixo das ondas a sul das ilhas de Cabo Verde e, a 15 de agosto, os meteorologistas começaram a classificar o sistema com a técnica de Dvorak. A atividade da tempestade tornou-se mais concentrada e estreitas bandas de chuva em espiral começaram a se desenvolver em torno de um centro de circulação. Estima-se que a depressão tropical Três desenvolveu-se no final de 16 de agosto, cerca de 2 620 km (1 630 mi) leste-sudeste de Barbados. Inserida nos ventos profundos do leste, a depressão seguiu na direção oeste-noroeste em 32 km/h (20 mph). Inicialmente, o cisalhamento do vento moderado impediu o fortalecimento, até que uma diminuição no cisalhamento permitiu que a depressão se intensificasse na tempestade tropical Andrew às 12h00 UTC em 17 de agosto.
No início de 18 de agosto, a tempestade manteve a convecção perto do centro com bandas em espiral a oeste à medida que os ventos aumentaram para 80 km/h (50 mph). Pouco depois, a tempestade começou a enfraquecer por causa do aumento da força do vento sudoeste a partir de uma baixa de nível superior. Em 19 de agosto, um voo de caçadores de furacões para dentro da tempestade não conseguiu localizar um centro bem definido e no dia seguinte, um voo descobriu que o ciclone havia degenerado a ponto de restar apenas um centro de circulação difuso de baixo nível; observações indicaram que a pressão atmosférica subiu para 1 015 mbar (30,0 inHg). O voo indicou que Andrew manteve uma circulação vigorosa no alto. Depois que a baixa do nível superior enfraqueceu e se dividiu em uma depressão, o cisalhamento do vento diminuiu durante a tempestade. Um forte sistema de alta pressão então se desenvolveu sobre o sudeste dos Estados Unidos, que foi construído para o leste e fez com que Andrew se voltasse para o oeste. A convecção tornou-se mais organizada à medida que o fluxo de saída de nível superior se estabeleceu. Um olho se formou e Andrew atingiu o status de furacão no início de 22 de agosto, cerca de 1 050 km (650 mi) leste-sudeste de Nassau, Bahamas. Na previsão divulgada seis horas após se tornar um furacão, o ciclone deveria atingir a costa perto de Júpiter, Flórida, com ventos de 169 km/h (105 mph) em 25 de agosto. Isso subestimou a força e a velocidade da tempestade, que acabaria por atingir o sul da Flórida.

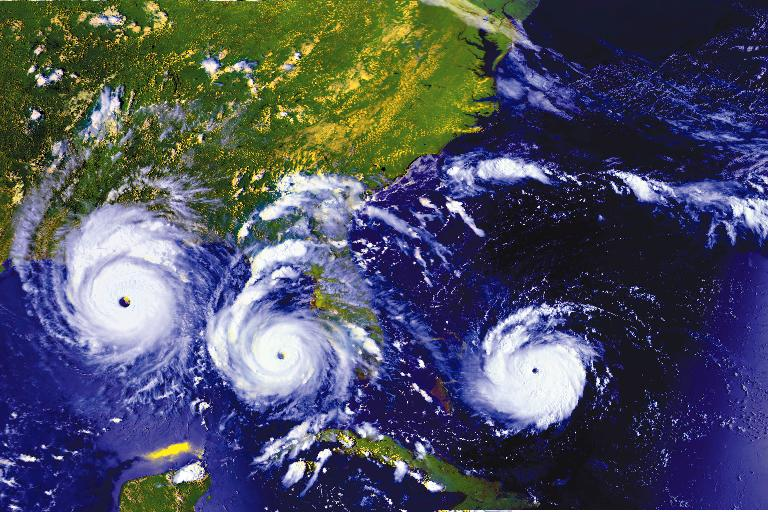
Uma sequência de imagens de satélite retratando o furacão Andrew (da direita para a esquerda) de 23 a 25 de agosto

O furacão acelerou para oeste em uma área de condições altamente favoráveis e começou a se intensificar rapidamente no final de 22 de agosto; em um período de 24 horas, a pressão atmosférica caiu 47 mbar (1,4 inHg) para um mínimo de 922 mbar (27,2 inHg). Em 23 de agosto, a tempestade atingiu o status de categoria 5 na escala de furacão Saffir-Simpson, atingindo o pico de ventos de 282 km/h (175 mph) a uma curta distância da ilha Eleuthera nas Bahamas às 18h00 UTC. Apesar de sua intensidade, Andrew era um pequeno ciclone tropical, com ventos de 56 km/h (35 mph) estendendo-se apenas cerca de 150 km do centro. Após atingir essa intensidade, o furacão passou por um ciclo de substituição da parede do olho. Às 21h00 UTC de 23 de agosto, Andrew atingiu a costa de Eleuthera como um furacão de categoria 5, com ventos de 260 km/h (160 mph). O ciclone enfraqueceu ainda mais enquanto cruzava os bancos das Bahamas, e às 01h00 UTC de 24 de agosto, Andrew atingiu o sul das Ilhas Berry nas Bahamas como um furacão de categoria 4, com ventos de 240 km/h (150 mph). Ao cruzar as águas quentes da corrente do Golfo, o furacão rapidamente se intensificou novamente, à medida que o olho diminuía de tamanho e a convecção da parede do olho se aprofundava. Às 08h40 UTC de 24 de agosto, Andrew atingiu Elliott Key como um furacão de categoria 5, com ventos de 266 km/h (165 mph) e uma pressão de 926 mbar (27,3 inHg). Cerca de 25 minutos após seu primeiro landfall na Flórida, Andrew fez outro landfall a nordeste de Homestead, com uma pressão ligeiramente inferior de 922 mbar (27.2 inHg). Essa pressão barométrica fez de Andrew o furacão mais intenso a atingir os Estados Unidos desde o furacão Camille em 1969 e o ciclone tropical mais forte a atingir a Flórida desde o furacão do Dia do Trabalho de 1935. Os Estados Unidos não experimentariam outro desembarque de um furacão de intensidade de categoria 5 até o furacão Michael em 2018.
Conforme o olho mudou para a costa da Flórida, a convecção na parede do olho fortaleceu-se devido ao aumento da convergência, e os Caçadores de Furacões relataram uma temperatura da parede do olho mais quente do que duas horas antes. No entanto, Andrew enfraqueceu à medida que continuou mais para o interior, e depois de cruzar o sul da Flórida em quatro horas, a tempestade emergiu no Golfo do México com ventos de 210 km/h (130 mph). No Golfo do México, o olho permaneceu bem definido à medida que o furacão se dirigia para oeste-noroeste, uma mudança devido ao enfraquecimento da cordilheira ao norte. Andrew intensificou-se continuamente sobre o Golfo do México, atingindo ventos de 233 km/h (145 mph) no final de 25 de agosto. À medida que o sistema de alta pressão ao norte enfraquecia, um forte vale de latitude média se aproximou da área pelo noroeste. Isso fez com que o furacão desacelerasse para noroeste e os ventos diminuíssem à medida que Andrew se aproximava da costa do Golfo dos Estados Unidos.
Às 08h30 UTC do dia 26 de agosto, o ciclone atingiu o continente cerca de 20 mi (30 km) oeste-sudoeste de Morgan City, Luisiana, com ventos de 185 km/h (115 mph). Andrew enfraqueceu rapidamente ao virar para o norte e nordeste, caindo para a intensidade da tempestade tropical em 10 horas. Depois de entrar no Mississippi, o ciclone deteriorou-se para o status de depressão tropical no início de 27 de agosto. Acelerando para o nordeste, a depressão começou a se fundir com o sistema frontal que se aproximava e, por volta do meio-dia de 28 de agosto, Andrew havia perdido sua identidade tropical enquanto estava localizado ao sul dos Montes Apalaches. Os remanescentes da tempestade continuaram se movendo em direção ao nordeste, fundindo-se totalmente com os remanescentes do Furacão Lester e a zona frontal sobre o Médio Atlântico, na Pensilvânia, em 29 de agosto.
A pós-análise de Andrew revelou que a tempestade costumava ser mais forte do que o relatado operacionalmente entre o início de 22 de agosto e o início de 26 de agosto. Em tempo real, o Centro Nacional de Furacões avaliou sua intensidade de pico como 240 km/h (150 mph), que foi atualizado para 249 km/h (155 mph) em uma análise pós-tempestade após o término da temporada. No entanto, um artigo de 2004 de Christopher Landsea e outros concluiu que Andrew se tornou um furacão de categoria 5 perto das Bahamas em 23 de agosto e atingiu ventos sustentados máximos de 282 km/h (175 mph). O documento também indicou que Andrew voltou a se intensificar brevemente em um furacão de categoria 5 na época em que atingiu o sul da Flórida no início de 24 de agosto. A tempestade foi considerada um pouco mais forte do que originalmente avaliada ao se aproximar da Luisiana, mas os ventos de landfall diminuíram de 190 km/h (120 mph) a 185 km/h (115 mph).

## Preparativos

### Bahamas
O primeiro-ministro das Bahamas, Hubert Ingraham, que assumiu o cargo durante a tempestade, exortou os residentes a "levarem este furacão a sério". Antes de o furacão passar pelas Bahamas, os meteorologistas previram uma maré de tempestade de até 5,5 m (18 ft), bem como até 200 mm (8 in) de chuva. Em 22 de agosto, alertas de furacão foram emitidos das ilhas Andros e Eleuthera ao norte, através de Grande Bahama e Great Abaco. Eles foram atualizados para avisos de furacão mais tarde naquele dia e, em 23 de agosto, avisos adicionais foram emitidos para as Bahamas centrais, incluindo Ilha Cat, Exuma, Ilha de San Salvador e Long Island, Bahamas. Todos os alertas e aviso foram descontinuados em 24 de agosto. O aviso prévio foi creditado pelo baixo número de mortos no país. Um total de 58 abrigos foram abertos em igrejas, prédios do governo e escolas.

### Flórida

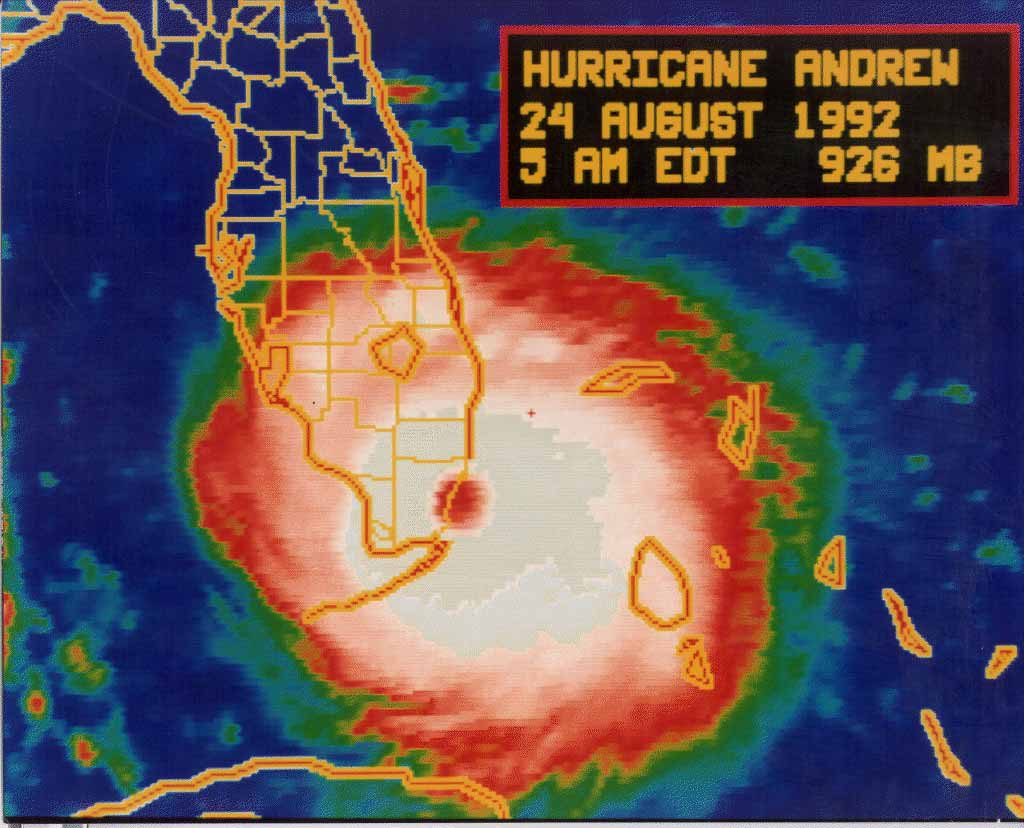
Furacão Andrew logo após a chegada da terra perto de Homestead

Inicialmente, os meteorologistas previram marés de até 4,3 m (14 ft) acima do normal ao longo da costa leste da Flórida, perto do local potencial de chegada a terra. A precipitação foi projetada para ser entre 130 and 200 mm (5 and 8 in) ao longo do caminho da tempestade. Além disso, o Centro Nacional de Furacões observou a probabilidade de tornados isolados no centro e no sul da Flórida durante a passagem de Andrew em 23 e 24 de agosto. Vários avisos de tempestade tropical e furacão foram emitidos para grande parte da Flórida Central e do Sul, de Titusville na costa leste a Veneza na costa oeste. Incluídos nos avisos estavam o Lago Okeechobee e todas as Florida Keys. Por volta das 18h00 UTC do dia 24 de agosto, todos os alertas e avisos emitidos foram interrompidos depois que Andrew entrou no Golfo do México.
O governador Lawton Chiles declarou estado de emergência e ativou cerca de um terço da Guarda Nacional da Flórida. Muitos residentes evacuaram voluntariamente, dos condados de Broward, Charlotte, Collier, Lee, Martin, Dade, Monroe, Palm Beach e Sarasota. Um total de 142 abrigos abertos nesses condados e alojados coletivamente pelo menos 84 340 pessoas. Somente no condado de Dade, 515 670 as pessoas receberam ordens de evacuação. Conforme Andrew se aproximava, cerca de 20 000-30 000 os turistas estavam em Florida Keys (condado de Monroe). No geral, quase 1,2 milhões de pessoas evacuadas, o que contribuiu para o baixo número de fatalidades, apesar da intensidade da tempestade. Muitos evacuados também se registaram em hotéis, com quartos completamente reservados no extremo norte de Ocala. Em última análise, o grande número de evacuados levou ao provavelmente o maior congestionamento da história da Flórida, principalmente ao longo da Interestadual 95. As embarcações da Guarda Costeira dos Estados Unidos na costa da Flórida ou próximas a ela foram protegidas em terra ou enviadas para enfrentar a tempestade no mar. Escritórios do governo e escolas públicas e privadas foram fechados do condado de Monroe ao norte do condado de St. Lucie. Muitas faculdades e universidades no sudeste da Flórida também fecharam. Principais aeroportos, como Fort Lauderdale – Hollywood, Key West, Miami, e aeroportos internacionais de Palm Beach fechados

### Costa do Golfo dos Estados Unidos

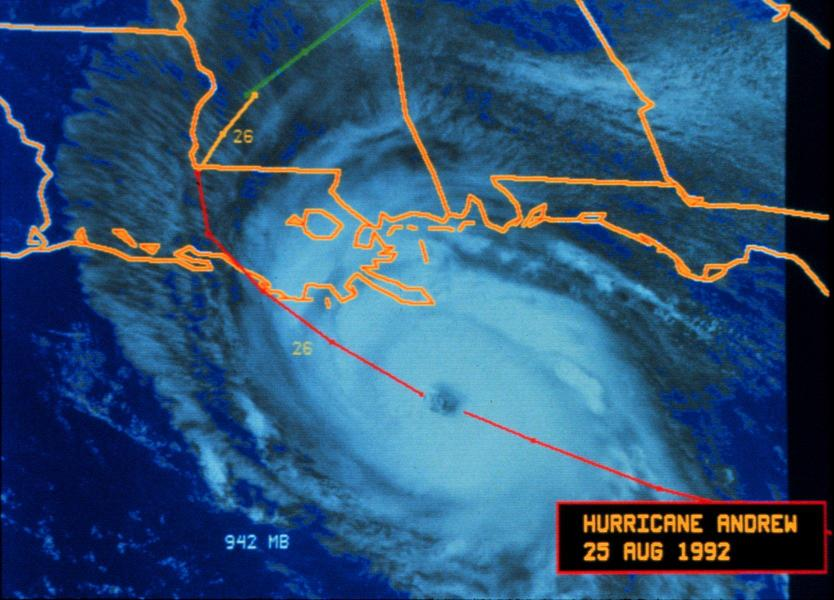
Imagem de satélite do furacão Andrew se aproximando da Luisiana

Logo depois que a tempestade atingiu o Golfo do México vindo do sul da Flórida, o Centro Nacional de Furacões emitiu alertas e avisos de furacão para a costa do Golfo dos Estados Unidos começando às 13h00 UTC de 24 de agosto. Após a observação inicial do furacão de Mobile, Alabama, a Sabine Pass, Texas, os alertas e avisos foram expandidos para incluir áreas de Mobile, Alabama, a Freeport, Texas. Todos os alertas e avisos na Costa do Golfo foram suspensos no final de 26 de agosto, depois que o furacão atingiu o interior da Luisiana.
Devido à ameaça do furacão, os trabalhadores evacuaram das plataformas de petróleo no Golfo do México, enquanto a Guarda Costeira movia seus barcos para o interior. Funcionários do Mississippi sugeriram que cerca de 100.000 as pessoas evacuam dos condados costeiros. Abrigos foram abertos nos condados de Hancock e Harrison, embora apenas 68 as pessoas foram para um abrigo no primeiro. Navios de jogos de azar foram movidos para portos e canais internos. Dois segundos turnos para as eleições legislativas especiais marcadas para 25 de agosto foram adiados.
Na Luisiana, o governador Edwin Edwards declarou estado de emergência. Cerca de 1,25 milhões de pessoas evacuadas do centro e sudeste da Luisiana, enquanto aproximadamente 60 000 outros fugiram de paróquias no sudoeste da Luisiana. A evacuação obrigatória de Grand Isle foi ordenada pelo prefeito Andy Valence e o conselho da cidade. Em Nova Orleães, o prefeito Sidney Barthelemy ordenou a evacuação de cerca de 200 000 residentes nas áreas baixas da cidade. Nove abrigos foram abertos na cidade, que foram ocupados por milhares de pessoas. Em resposta às simulações de computador que mostram que a tempestade de um ciclone tropical como o furacão Andrew pode ultrapassar os diques, os trabalhadores fecharam 111 comportas. O Aeroporto Internacional de Nova Orleães Louis Armstrong fechou, com os aviões a jato sendo transportados para outros aeroportos. Um total de 250 membros da Guarda Nacional da Luisiana patrulhavam as ruas durante a tempestade. A Cruz Vermelha ajudou na abertura de um abrigo no Cajundome da Universidade do Sudoeste da Luisiana em Lafayette, equipado para receber cerca de 2 000 pessoas.
No Texas, cerca de 250 000 pessoas evacuaram os condados de Orange e Jefferson. O gerente da cidade de Galveston, Doug Matthews, aconselhou os residentes a desenvolver um plano de evacuação caso a cidade opte por solicitar evacuações. Posteriormente, a cidade decidiu não ordenar a evacuação. A escola foi cancelada em 25 de agosto para Beaumont, Port Arthur e outras áreas do condado central de Jefferson, enquanto as escolas foram fechadas em Dickinson, High Island, Hitchcock, La Marque, Santa Fé e Texas City em 26 de agosto. O College of the Mainland, o Galveston College e a Universidade Texas A & M em Galveston também foram fechados. As equipes de gerenciamento de emergência em Corpus Christi começaram a testar geradores de emergência e equipamentos para condições climáticas adversas. O capítulo da Cruz Vermelha no condado de Comal colocou suas equipes de alerta de desastres em prontidão para responder se o furacão ameaçasse a área de Corpus Christi.

## Impacto
| 1                                | Katrina | 2005 | $125 000 000 000 |
| 1                                | Harvey  | 2017 | $125 000 000 000 |
| 3                                | Ian     | 2022 | $113 100 000 000 |
| 4                                | Maria   | 2017 | $90 000 000 000  |
| 5                                | Sandy   | 2012 | $65 000 000 000  |
| 6                                | Irma    | 2017 | $52 100 000 000  |
| 7                                | Ida     | 2021 | $50 000 000 000  |
| 8                                | Ike     | 2008 | $30 000 000 000  |
| 9                                | Andrew  | 1992 | $27 000 000 000  |
| 10                               | Michael | 2018 | $25 000 000 000  |
| Fonte: National Hurricane Center |         |      |                  |

Embora Andrew tenha sido um pequeno ciclone tropical durante a maior parte de sua vida, ele causou danos extremos, especialmente nas Bahamas, Flórida e Luisiana. A grande maioria dos danos foi resultado de ventos extremamente fortes, embora alguns tornados gerados por Andrew tenham causado danos consideráveis na Luisiana. Em todas as áreas afetadas, quase 177 000 pessoas ficaram desabrigadas. Fora das Bahamas, Flórida e Luisiana, os efeitos foram generalizados, embora os danos fossem mínimos. No geral, $ 27,3 mil milhões em perdas e 65 fatalidades foram atribuídas a Andrew, embora muitas outras estimativas cheguem a US$ 36 mil milhões. Andrew foi o furacão mais caro da história dos EUA na época, mas agora é o oitavo após os furacões Katrina (2005), Ike (2008), Sandy (2012), Harvey (2017), Irma (2017), Maria (2017) e Ida (2021).

### Bahamas
Nas Bahamas, Andrew produziu ventos com força de furacão em North Eleuthera, New Providence, North Andros, Bimini e nas Ilhas Berry. A tempestade atingiu primeiro North Eleuthera, onde produziu uma grande maré de tempestade. Em um pequeno vilarejo na parte noroeste da ilha, mais da metade das casas foram destruídas e o restante dos edifícios sofreu pequenos danos a grandes danos. Uma pessoa morreu afogada em Lower Bogue, Eleuthera, e outras duas morreram em The Bluff. Na Ilha Current, o furacão destruiu 24 das 30 casas. Harbour Island, perto de Eleuthera, relatou rajadas de vento de 222 km/h (138 mph) - a velocidade de rajada mais forte observada nas Bahamas durante a passagem de Andrew. Notícias indicam danos graves a 36 casas em Harbor Island.
Andrew produziu vários tornados na área. Na capital, Nassau, os ventos sustentados atingiram 148 km/h (92 mph), enquanto rajadas de até 185 km/h (115 mph) foram relatados. Apenas pequenos danos ocorreram em Nassau, de acordo com a Cruz Vermelha das Bahamas, mas na ilha particular de Cat Cay, muitas casas caras sofreram grandes danos. Grande parte do noroeste das Bahamas recebeu danos, com perdas monetárias estimadas chegando a US$ 250 milhão. No total, 800 casas foram destruídas, deixando 1 700 desabrigados. Além disso, a tempestade causou graves danos aos setores de transporte, comunicações, água, saneamento, agricultura e pesca. Quatro mortes no país foram atribuídas ao furacão, das quais três foram diretas; a fatalidade indireta foi devido à insuficiência cardíaca durante a passagem da tempestade.]

### Flórida

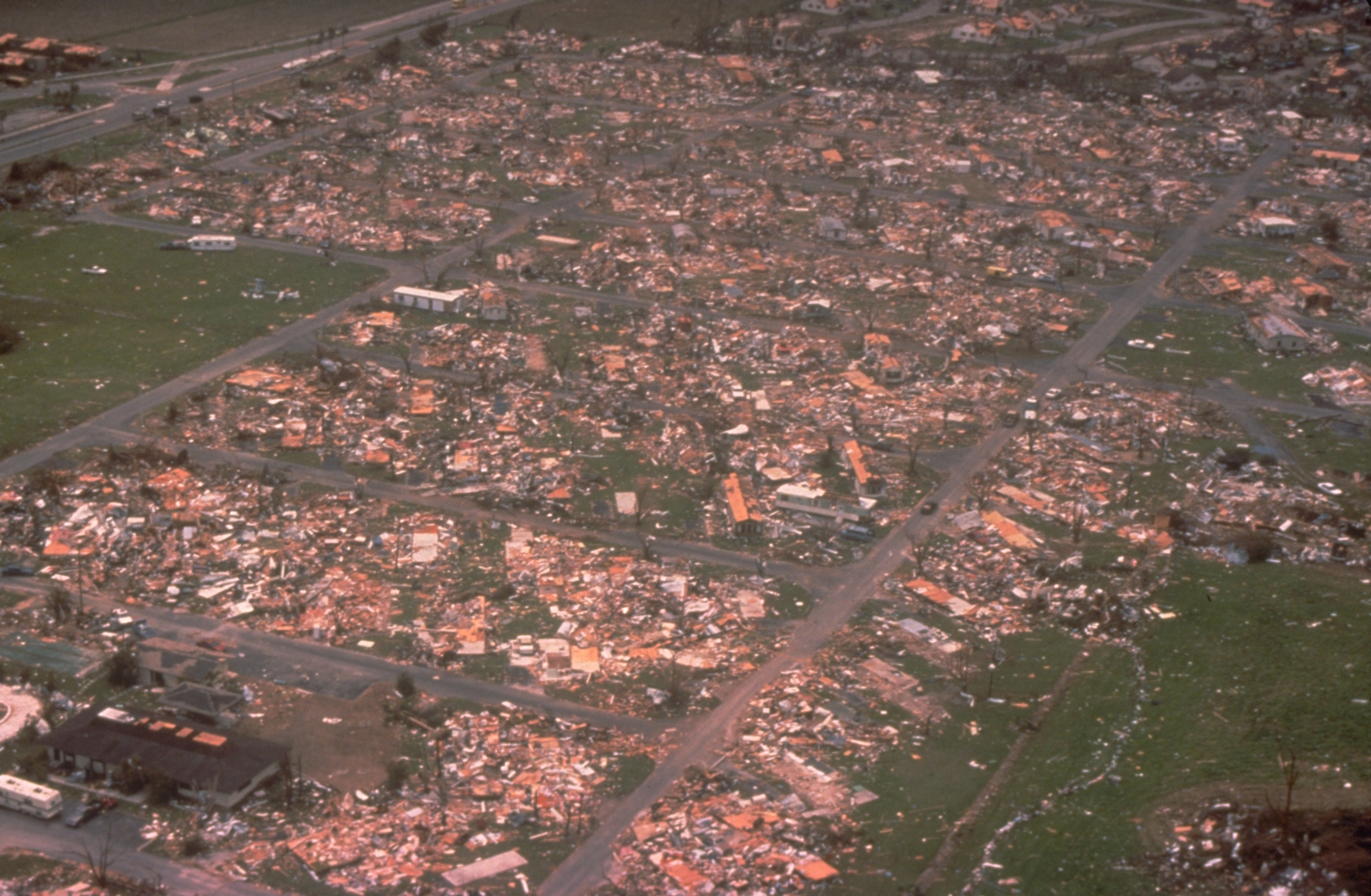
Danos causados pelo furacão Andrew em uma grande comunidade de casas móveis

No geral, Andrew causou cerca de US$ 25,3 mil milhões em danos na Flórida, tornando-o o furacão mais caro a atingir o estado na época. Algumas estimativas na Flórida colocam os danos em até US$ 34 mil milhões (1992 USD, $ 62,7 mil milhões 2021 USD). Quase todos os danos na Flórida foram causados por ventos fortes. Dos 44 mortes atribuídas à tempestade, 15 foram fatalidades diretas, enquanto 29 foram indiretamente causados pela tempestade. Posteriormente, foi notado que se Andrew fosse um pouco maior ou tivesse feito landfall alguns quilômetros mais ao norte, isso teria afetado significativamente Miami e Fort Lauderdale, o que teria resultado em danos e mortes ainda maiores. Uma análise da Sociedade Meteorológica Estadunidense indicou que, ao contrário da maioria dos furacões, os danos causados pelo vento de Andrew ocorreram principalmente ao norte do centro geométrico e ocorreram principalmente na borda leste da tempestade. Algumas autoridades na Flórida consideraram Andrew a pior tempestade no estado desde o furacão do Dia do Trabalho de 1935. A tempestade de Andrew causou mais de US$ 500 milhões em perdas em barcos e edifícios. No auge da tempestade, mais de 1,4 milhões de pessoas perderam eletricidade e outras 150 000 estavam sem serviço telefônico. Estima-se que em toda a Flórida, a tempestade danificou 101.241 casas e destruiu aproximadamente 63 000 outros - a grande maioria no Condado de Dade - com cerca de 175 000 pessoas desabrigadas. Além de casas, a tempestade danificou ou destruiu 82 000 em empresas, 32 900 acres (13 300 ha) de terras agrícolas, 31 escolas públicas, 59 unidades de saúde/hospitais, 9 500 sinais de trânsito, 5 300 km (3 300 mi) de linhas de energia e 3 000 redes de água. Aproximadamente 20 milhões de jardas cúbicas (15 milhões de m 3) de escombros deixados pela tempestade foram eliminados.
As marés estavam geralmente entre 1,2 a 1,8 m acima do normal na área da Baía de Biscayne, embora perto da sede internacional do Burger King, as marés chegaram a 5,2 m (16,9 ft) acima do normal. A maré de tempestade na costa oeste foi generalizada, mas geralmente leve, com pico de altura de 1,8 m (6 ft) em Everglades City e Goodland. Os fortes ventos da tempestade ficaram confinados a uma área relativamente pequena, que se estendia de Key Largo à área de Miami Beach. Uma casa perto de Perrine relatou inicialmente uma rajada de vento de 341 km/h (212 mph) antes que a estrutura e o instrumento fossem destruídos; esta medição foi reduzida para 285 km/h (177 mph), após teste em túnel de vento no Virginia Polytechnic Institute e State University do mesmo tipo de anemômetro revelou um erro de 16,5%. Vários outros anemômetros medindo as velocidades mais altas do vento em terra foram destruídos ou falharam. No edifício National Hurricane Center em Coral Gables, ventos sustentados de 185 km/h (115 mph) e rajadas de 264 km/h (164 mph) foram medidos antes do anemômetro falhar. A maior velocidade de vento sustentada para a tempestade foi 235 km/h (146 mph), registado na Estação de Geração Nuclear de Turkey Point, antes que instrumentos também falhassem lá. Em Key Largo, uma velocidade do vento de 13 minutos de 183 km/h (114 mph) foi relatado. Os ventos com força de tempestade tropical alcançaram o norte até West Palm Beach. Na costa oeste da Flórida, os ventos sustentados permaneceram logo abaixo da força da tempestade tropical em Marco Island, embora uma rajada de vento de 160 km/h (100 mph) foi relatado no Condado de Collier. A precipitação foi geralmente leve, possivelmente como resultado do movimento relativamente rápido da tempestade. No geral, a precipitação de Andrew atingiu um pico de quase 360 mm (14 in) no oeste do condado de Dade. Chuvas fortes em outras áreas foram esporádicas, com precipitação relatada no extremo norte da Flórida Central.

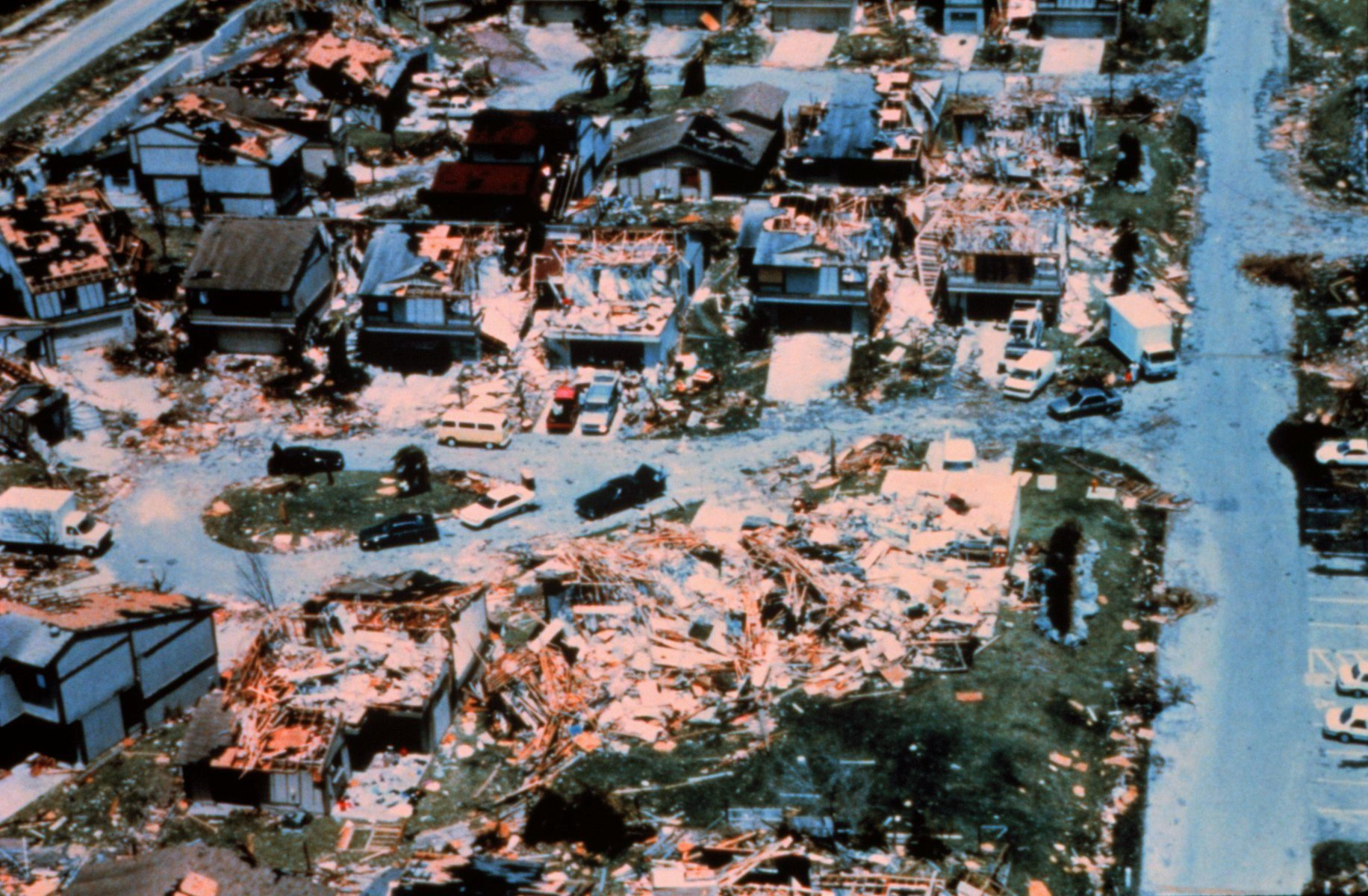
Danos em Lagos perto da Baía

Embora os efeitos de Andrew tenham sido catastróficos, a extensão dos danos foi limitada principalmente de Kendall a Key Largo devido ao pequeno campo de vento da tempestade. O furacão destruiu 90% das casas móveis no condado, incluindo 99% das casas móveis em Homestead. Na Base Aérea de Homestead, a maioria dos 2 000 os edifícios da base foram severamente danificados ou inutilizados. O dano à base foi extenso o suficiente para ser recomendado para fechamento. Perto dali, na pequena cidade de Florida City, mais de 120 casas foram demolidas e 700 outros foram danificados, enquanto uma série de outros edifícios foram danificados sem possibilidade de reparo, incluindo a Prefeitura. Mais ao norte, os danos a casas mal construídas em comunidades como Country Walk e Saga Bay se assemelharam a um tornado F3, já que os ventos na área foram estimados em ter variado de 210 a 240 km/h, abaixo do limiar para um tornado F3. Quatro dos cinco condomínios nos lagos Naranja foram destruídos. O Cutler Ridge Mall sofreu graves danos causados pelo vento e pela água; após a tempestade, saques significativos foram relatados naquele local. Mais de 50 ruas foram bloqueadas por árvores caídas e linhas de energia. A agricultura também sofreu bastante, com uma perda de 85% para as safras de frutas, como abacate, limão e manga. Danos nas colheitas no condado de Dade totalizaram cerca de US$ 509 milhão. O condado sofreu a grande maioria dos danos do furacão, totalizando aproximadamente US$ 25 mil milhão. Andrew saiu de pelo menos 40 mortes no condado, 15 direto e 25 indireto.

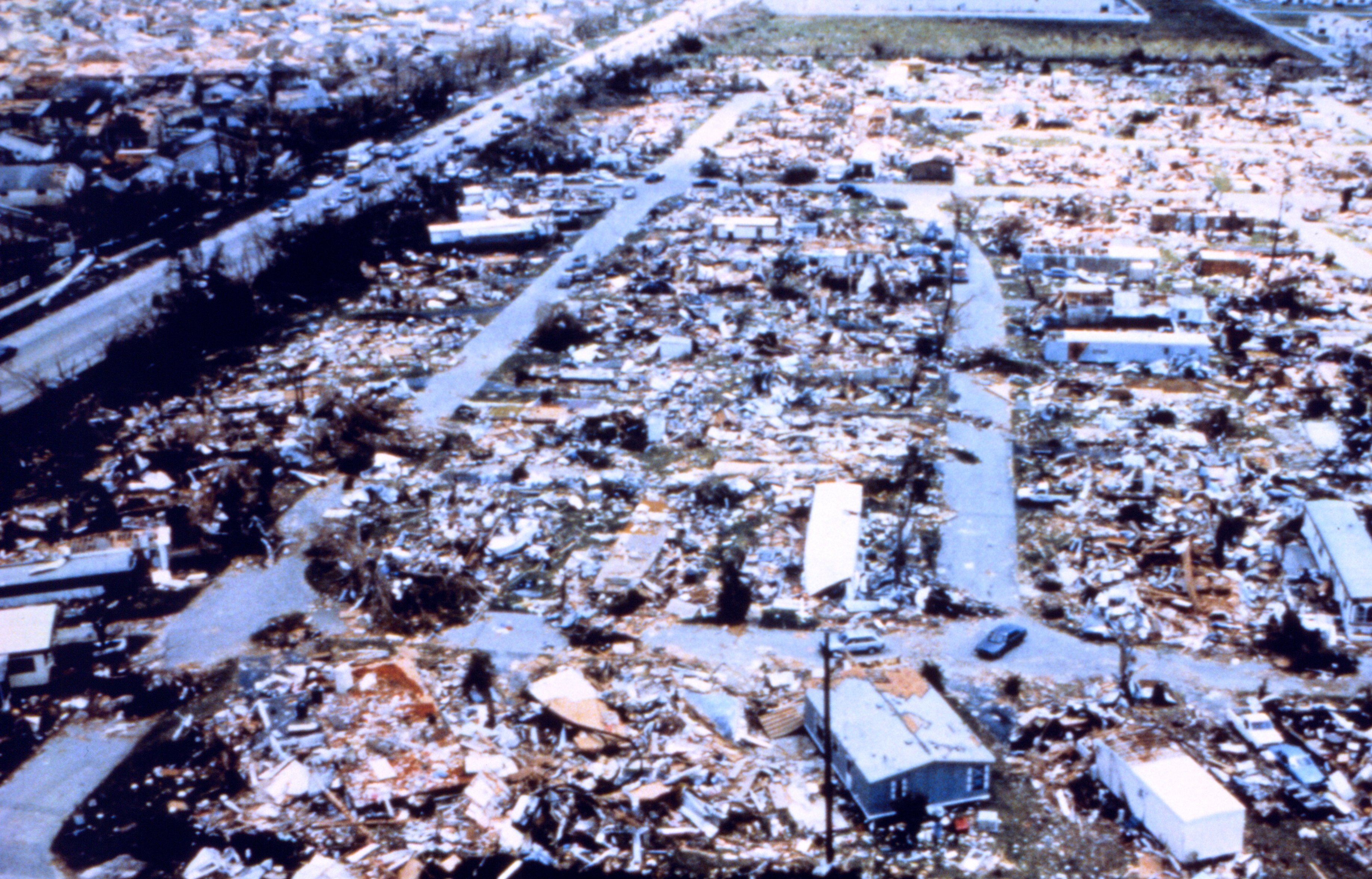
O Dadeland Mobile Home Park depois de Andrew

Em outros lugares, os efeitos foram relativamente mínimos, exceto nos condados de Broward, Monroe e Collier. No condado de Broward, no lado norte do caminho da tempestade, os danos em vários municípios foram limitados principalmente às árvores derrubadas, várias das quais caíram em estradas e linhas de energia. Em Pembroke Park, uma das cidades mais afetadas do condado, aproximadamente 260 casas móveis foram danificadas. A tempestade deixou inundações costeiras em algumas áreas, especialmente ao longo das estradas estaduais A1A e 858. Danos materiais atingiram cerca de US$ 100 milhões e três mortes foram relatadas no condado de Broward. No Parque Nacional Everglades e no Parque Nacional de Biscayne, mais de 25% das árvores foram danificadas ou destruídas, incluindo um quarto das palmeiras reais e um terço dos pinheiros no primeiro. Além dos danos no Parque Nacional Everglades, os efeitos no condado de Monroe foram significativos, especialmente em Upper Florida Keys. Ventos fortes danificaram outdoors, toldos, sinais comerciais, vários barcos, aviões, árvores, e 1 500 casas, com 300 daqueles que se tornam inabitáveis. O dano naquele condado foi de cerca de US$ 131 milhões. Em Collier County, ao norte do caminho da tempestade, ventos sustentados de até 158 km/h (98 mph) foram observados em Chokoloskee. A tempestade inundou áreas baixas, especialmente em Goodland, Everglades City e Marco Island. Muitos barcos foram danificados ou destruídos pelo mar agitado e ventos fortes. A tempestade destruiu 80 casas móveis e 400 gravemente danificados outros. Os danos materiais no condado chegaram a cerca de US$ 30 milhão.

### Luisiana

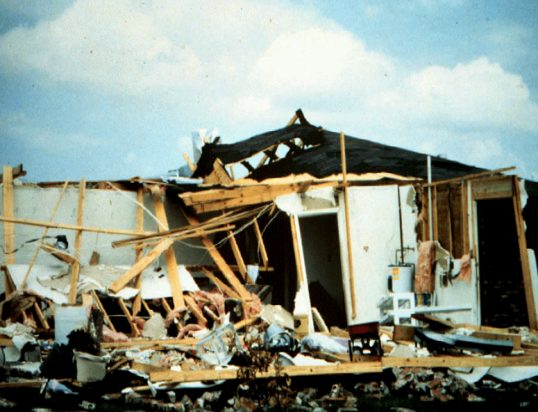
Danos de um tornado F3 gerado por Andrew em LaPlace

Depois de atingir a Flórida, Andrew atravessou o Golfo do México e atingiu a costa por volta de 37 km (23 mi) oeste-sudoeste de Morgan City no centro-sul da Luisiana; no landfall, os ventos máximos sustentados foram 185 km/h (115 mph). A maior velocidade de vento sustentada observada foi 154 km/h (96 mph), enquanto uma rajada de vento tão forte quanto 190 km/h (120 mph) foi registado; ambas as medições foram feitas no corpo de bombeiros de Berwick. À medida que se deslocava para a costa, o furacão produziu marés de tempestade de pelo menos 2,4 m (8 ft) acima do normal, causando inundações ao longo da costa da Baía Vermilion ao Lago Borgne. No mar, um grupo de seis pescadores do Alabama se afogou. Fortes chuvas acompanharam a passagem da tempestade pelo estado, com pico às 280 mm (11,02 in) em Robert. Inundações do rio também foram relatadas, com o rio Tangipahoa em Robert atingindo o topo em 1,2 m (3,8 ft) acima do estágio de inundação. Antes de chegar à costa, Andrew gerou um tornado F3 em LaPlace, que matou duas pessoas e feriu 32. O tornado esteve no solo por cerca de 10 minutos, durante os quais danificou ou destruiu 163 estruturas, deixando 60 famílias desabrigadas. Coletivamente, 14 tornados foram relatados nas freguesias de Ascension, Iberville, Pointe Coupee e Avoyelles, bem como em Baton Rouge.
Ao longo da costa da Luisiana, os danos se assemelharam muito aos de um furacão de categoria 2. Os danos foram mais graves na Paróquia de Santa Maria, cerca de 51 km (32 mi) leste de onde Andrew chegou a terra. Vinte e seis escolas foram afetadas, com danos totalizando US$ 2,6 milhões. A escola Berwick High School, abrigando cerca de 2 000 pessoas, foi eliminado durante a tempestade. Geralmente, as casas unifamiliares se saíram bem, com a maioria perdendo apenas as telhas, embora outras tenham sofrido graves danos depois que grandes árvores caíram sobre elas. No Parque Estadual de Cypremort Point, várias casas móveis foram destruídas. Casas em Berwick, Morgan City e Patterson sofreram grandes danos. Em toda a freguesia, 1 367 moradias foram destruídas, 2 028 foram severamente danificados, e 4.770 outros foram impactados em um grau menor. Somente os danos materiais na Paróquia de St. Mary chegaram a aproximadamente US$ 150 milhões. A freguesia de Ibéria também foi uma das freguesias mais afetadas. Duas escolas que abrigam coletivamente cerca de 3 600 pessoas em Jeanerette e New Iberia perderam seus telhados. Uma morte ocorreu na paróquia devido a eletrocussão. Um total de 407 residências foram demolidas, 2 528 outros foram amplamente danificados e 3.526 outros foram infligidos com danos menores. No geral, a paróquia sofreu $ 125 milhões em danos materiais, enquanto um adicional de $ 200 milhões em danos foram infligidos às plantações de açúcar.
Em todo o estado, o furacão danificou 23 000 casas e destruiu 985 casas e 1 951 casas móveis; danos à propriedade privada foram estimados em US$ 1 mil milhões. Os ventos fortes destruíram grandes áreas de lavouras de açúcar e soja, estimadas em $ 289 milhões em danos. Os ventos fortes também deixaram pelo menos 230 000 pessoas sem eletricidade. Durante a passagem da tempestade, a ressurgência ocorreu na Bacia Atchafalaya e Bayou Lafourche, matando 187 milhões de peixes de água doce. Danos à indústria pesqueira foram estimados em $ 266 milhões. No geral, as perdas no estado da Luisiana chegaram a aproximadamente US$ 1,56 mil milhões. Um total de 17 mortes ocorreram na Luisiana, 8 diretamente e 9 de causas indiretas. Pelo menos 75 lesões foram relatadas.

### Resto dos Estados Unidos

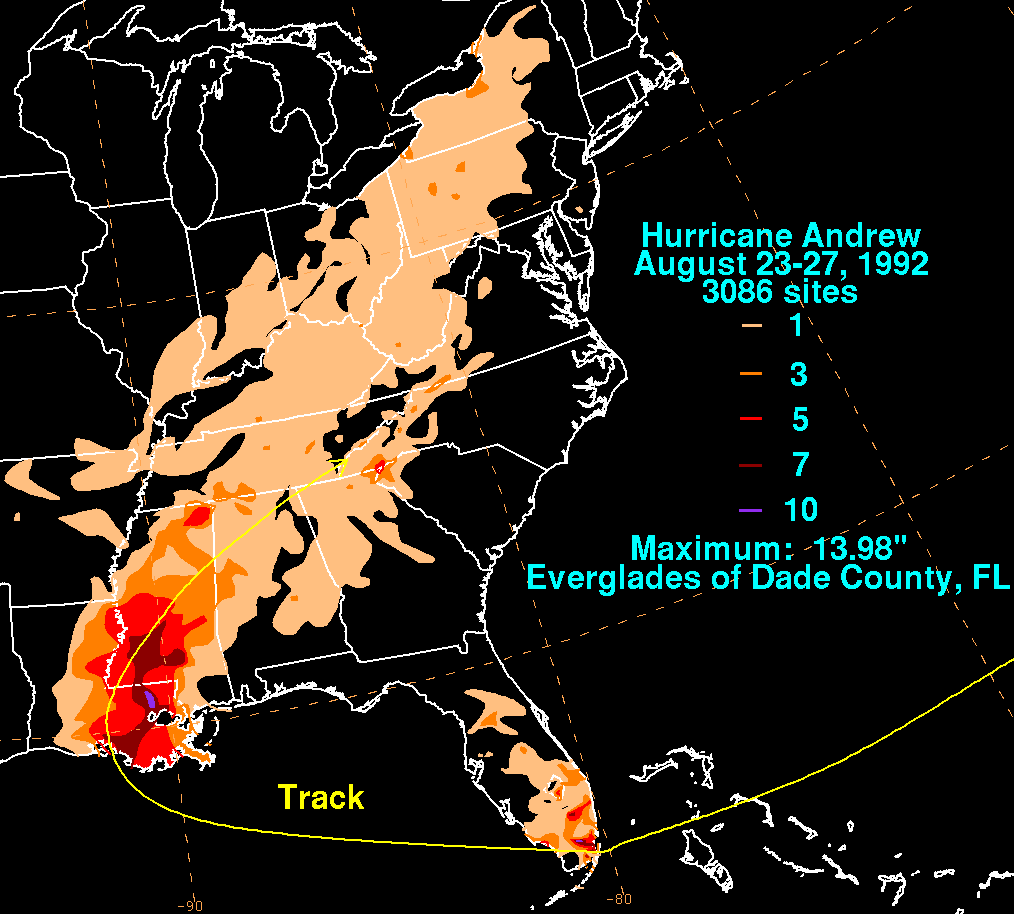
Resumo das chuvas do furacão Andrew nos Estados Unidos

Enquanto Andrew estava entrando no Golfo do México, as empresas de petróleo retiraram centenas de funcionários das plataformas de exploração offshore. A tempestade danificou 241 instalações de petróleo e gás e tombou 33 plataformas na costa da Luisiana, causando interrupções significativas na produção. Além disso, 83 segmentos de oleoduto sofreram danos em algum grau. A indústria do petróleo perdeu cerca de US$ 12 milhões por dia nos dias seguintes a Andrew e $ 4 milhões por dia três semanas depois. Inicialmente, uma perda de produção de 240 000 a 270 000 barris por dia ocorreram - aproximadamente um terço da produção em todo o Golfo do México. No geral, o furacão Andrew causou cerca de US$ 500 milhões em danos às instalações de petróleo.
Quando Andrew se mudou para a costa na Luisiana, suas margens externas produziram uma maré de tempestade de cerca de 0,40 m (1,3 ft) em Sabine Pass, Texas. Os ventos eram geralmente fracos no estado, chegando a 48 km/h (30 mph) em Port Arthur. Enquanto Andrew cruzava para o Mississippi, 3 avisos de tempestade severa, 21 avisos de tornado e 16 avisos de inundação foram emitidos. Nuvens em funil foram observadas perto do caminho da tempestade, junto com 26 tornados. Os danos estruturais foram geralmente mínimos, ocorrendo a partir de tornados e tempestades severas. Um tornado no condado de Kemper destruiu uma casa móvel, enquanto outro tornado no condado de Lauderdale demoliu uma casa móvel, danificou cinco outras residências e feriu quatro pessoas. Além disso, um possível tornado danificou uma casa e dois trailers no condado de Lawrence. Ventos fortes derrubaram árvores na parte sudoeste do estado. Grande parte do Mississippi recebeu 76 a 125 mm de chuva, enquanto áreas próximas ao canto sudoeste do estado observaram mais de 180 mm (7 in) de precipitação, com um pico de 236 mm (9,30 in) em Sumrall. As inundações limitaram-se principalmente à inundação de estradas secundárias e áreas baixas em vários condados.
No Alabama, os valores de precipitação no estado atingiram um pico de 120 mm (4,71 in) em Aliceville. A chuva causou inundações em áreas baixas e riachos, cobrindo algumas estradas municipais, mas não entrando em muitas casas ou empresas. Ao longo da costa, a tempestade produziu enchentes e marés altas. Ao longo da Ilha Dauphin, as marés altas causaram forte erosão da praia, com partes da ilha perdendo até 9,1 m (30 ft) de areia. Três tornados devastadores ocorreram no estado. O tornado mais prejudicial foi gerado no condado de Elmore e mudou-se de uma área a nordeste de Montgomery para o sul de Wetumpka e brevemente levantado durante seu trajeto de 0.80 km (0.5 mi). O tornado destruiu 2 casas e 18 danificadas casas, 1 casa móvel, 2 celeiros e 1 veículo. Uma pessoa foi ferida pelo tornado. Os ventos sustentados no estado estiveram abaixo da força da tempestade tropical, embora uma rajada de vento de 66 km/h (41 mph) foi observada em Huntsville. Embora 48 condados do Alabama tenham relatado danos causados pelo vento, o impacto em todo o estado foi geralmente mínimo.
Os ventos de força de tempestade tropical e tornados devastadores estendeu-se para o leste na Geórgia. Vários condados nas porções noroeste e centro-oeste do estado relataram árvores derrubadas e ramos de árvores e linhas de energia caídas, causando quedas de energia espalhadas, mas os danos estruturais foram geralmente menores. No condado de Carroll, várias residências e celeiros foram danificados, com uma casa móvel destruída. No Aeroporto Metropolitano de Columbus, edifícios, outdoors e placas foram danificados. Além disso, um tornado no condado de Floyd, perto de Roma, quebrou e arrancou várias árvores, danificou várias cercas e casas e capotou um atrelado, jogando-o em cima de quatro carros. As perdas monetárias no estado atingiram cerca de US$ 100 000. No Tennessee, ventos e tornados associados a Andrew derrubaram árvores e linhas de energia, mas causaram pouco impacto geral em casas e edifícios. Da mesma forma, na Carolina do Norte, ventos de tempestade derrubaram árvores e linhas de energia em vários locais nas áreas montanhosas do estado, especialmente no Condado de Avery. A chuva de Andrew se espalhou pelo sudeste dos Estados Unidos ao longo do corredor das Montanhas Apalaches; totais de mais de 125 mm foram relatados onde a Geórgia e a Carolina do Sul se encontram com a Carolina do Norte. Na Virgínia Ocidental, os remanescentes de Andrew combinados com uma frente fria para produzir 38 a 64 mm de chuva em partes do estado, causando inundações em áreas de Morgantown com drenagem deficiente. Os restos de Andrew também geraram vários tornados em Maryland. Um tornado no condado de Howard danificou várias casas, algumas extensamente. O tornado também derrubou e destruiu um veículo de recreio e seu trailer, derrubou árvores e arrasou campos de milho. A precipitação continuou ao longo do caminho dos remanescentes de Andrew através do Meio-Atlântico e do Vale do Ohio, com precipitação medida ao norte até o norte do estado de Nova York.

## Rescaldo
Após o término da temporada, o Comitê de Furacões RA IV da Organização Meteorológica Mundial retirou o nome Andrew da lista de futuros nomes para ciclones tropicais do Atlântico e o substituiu por Alex. O nome Andrew nunca mais será usado para outro furacão no Atlântico.
Inicialmente, o Coordenador Nacional de Desastres das Bahamas acreditava que a ajuda externa não era necessária, mas logo após a tempestade, o governo do Reino Unido começou a distribuir cobertores, comida, gelo e água. HMS Cardiff, um contratorpedeiro Tipo 42 da Marinha Real, era o navio de guarda operacional na época e ajudava nas operações de socorro na área de Gregorytown. Além disso, a assistência veio do Canadá, Japão e Estados Unidos, bem como das Nações Unidas. A Cruz Vermelha americana entregou 100 tendas, 100 rolos de folhas de plástico e 1 000 um berço. A reconstrução começou rapidamente nas ilhas mais atingidas. No entanto, esperava-se que as árvores e a vegetação levassem anos para se recuperar. Apesar dos esforços de reconstrução e do pequeno número de alojamentos afetados (cerca de 2%), as autoridades esperavam um declínio de 10 a 20% no turismo. O Governo das Bahamas, observando que seus mecanismos de resposta não eram suficientes, reformou a Agência Nacional de Emergência e Gestão.

### Estados Unidos
Depois de avaliar a devastação na Flórida e na Luisiana, o presidente dos EUA, George HW Bush, inicialmente propôs um pacote de ajuda de US$ 7,1 mil milhões para fornecer benefícios de desastres, empréstimos a pequenas empresas, recuperação agrícola, vale-refeições e habitação pública para as vítimas do furacão Andrew. Depois que a Câmara dos Representantes destinou ajuda às vítimas do furacão Iniki no Havaí e do tufão Omar em Guam, o custo foi posteriormente aumentado para US$ 11,1 mil milhões. O projeto, que era o pacote de ajuda a desastres mais caro na época, foi aprovado pelo Congresso como Resolução da Câmara 5 620 em 18 de setembro e sancionada pelo presidente Bush em 23 de setembro. Só o estado da Flórida recebeu US$ 9 mil milhões através do projeto de lei de alívio a desastres.
A Federal Emergency Management Agency (FEMA) foi criticada por sua resposta lenta na Flórida e na Luisiana. Mesmo um mês antes de Andrew, o Comitê de Dotações da Câmara - que supervisiona o orçamento da FEMA - divulgou um relatório chamando a agência de "lixão político" e "fazenda de perus" devido a seus "líderes fracos e inexperientes". O congressista S. William Green, de Nova York, membro do Comitê de Apropriações, afirmou acreditar que a agência pouco aprendeu com sua resposta malfeita ao furacão Hugo em 1989. No entanto, Green também criticou as autoridades locais por esperar que "eles [FEMA] viessem e comandassem todo o show". Alguns funcionários da FEMA responderam que era impossível responder como haviam sido solicitados e, ao mesmo tempo, continuar fornecendo ajuda para os distúrbios de Los Angeles. O porta-voz da FEMA, Grant Peterson, afirmou: "24 horas não é razoável esperar que todos os recursos do governo federal cheguem no meio de um desastre". Parte da responsabilidade pela resposta lenta deve ficar com o governador da Flórida, Lawton Chiles, que esperou cinco dias para enviar a solicitação formal de assistência federal que os funcionários da FEMA acreditavam ser necessária antes de terem poderes para agir.

#### Flórida
Na Flórida, o presidente Bush avaliou os danos em áreas ao sul de Miami com o governador da Flórida, Lawton Chiles. O presidente rapidamente declarou a região uma área de desastre, que forneceu assistência pública às vítimas da tempestade nos condados de Broward, Collier, Dade e Monroe. O vice-governador Buddy MacKay sobrevoou a área de impacto e descreveu a cena como "uma zona de guerra". O governador Chiles considerou pedir ao Legislativo do Estado da Flórida que aumentasse os impostos, declarando que "Não importa quanto o Congresso destine para reparar os danos do furacão Andrew, o estado enfrentará um projeto de limpeza substancial". Em vez de aumentar os impostos, Chiles assinou um projeto de lei em 17 de dezembro que criava um fundo de reserva de três anos para perdas em empresas e residências não seguradas, bem como edifícios e funções governamentais e escolares. Além disso, o projeto permitiu que os sul da Flórida mantivessem cerca de US$ 500 milhões em impostos sobre vendas gerados pelos esforços de reconstrução.

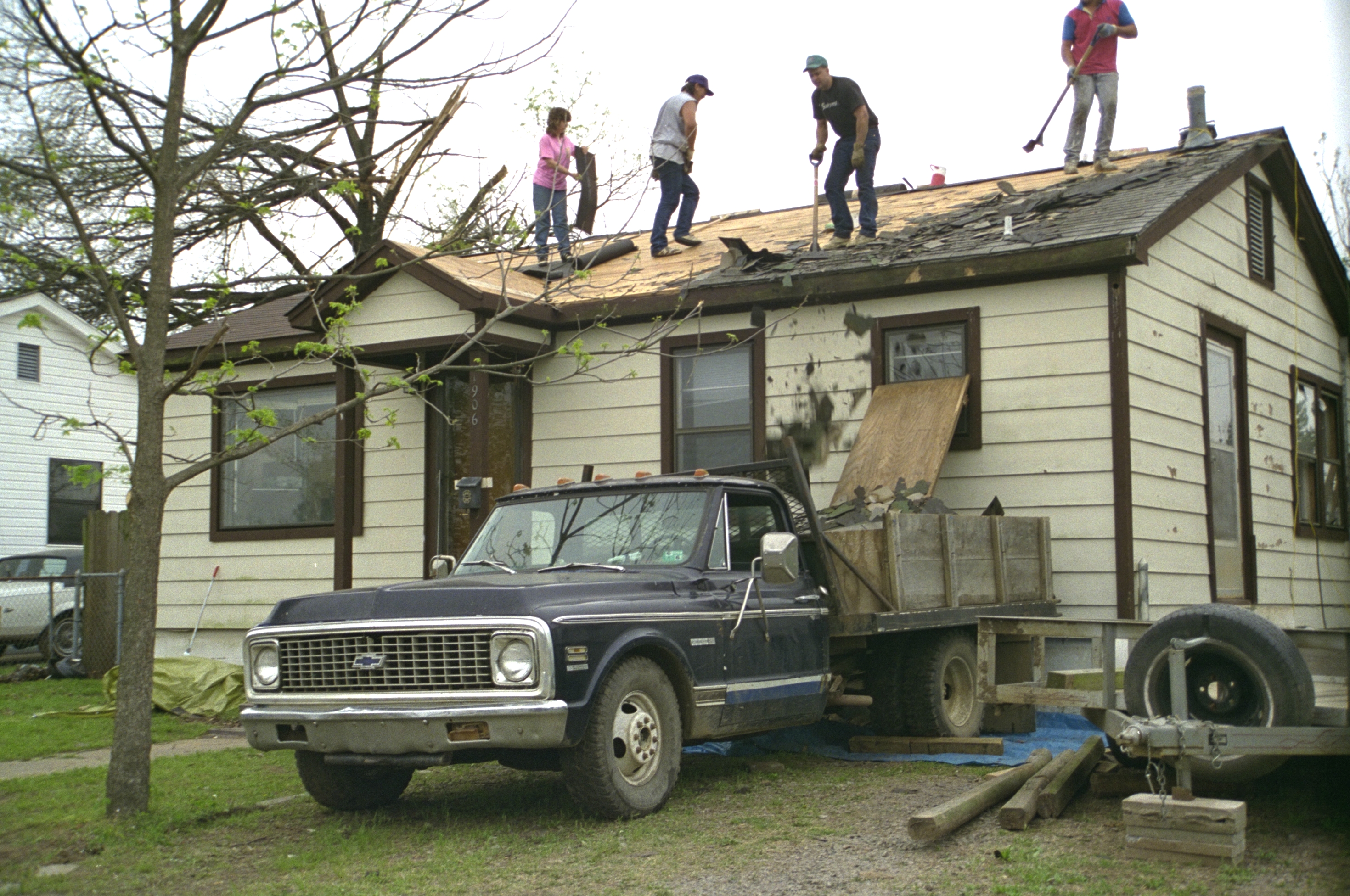
Limpeza após o furacão Andrew no condado de Dade

O crime, especialmente saques e roubos, aumentou drasticamente nas áreas ao sul de Miami, imediatamente após Andrew. Relatórios indicam que mercadorias foram roubadas em shopping centers danificados ou destruídos no sul do Condado de Dade. Além disso, ocorreram saques em bairros gravemente afetados pela tempestade, mesmo em casas onde poucos bens permaneceram. Inicialmente, a lenta resposta da ajuda federal fez com que a diretora de gerenciamento de emergência do condado de Dade, Kate Hale, exclamasse em uma coletiva de imprensa transmitida pela televisão nacional: "Onde diabos está a cavalaria neste aqui? Eles ficam dizendo que vamos conseguir suprimentos. Pelo amor de Deus, onde eles estão? " Quase imediatamente, o presidente Bush prometeu: "A ajuda está a caminho" e cozinhas móveis, comida e tendas, junto com mais de 20 000 unidades da Guarda Nacional do Exército da Flórida ( 124º Regimento de Infantaria da Flórida); a 24ª Divisão de Infantaria de Fort Stewart, a 82ª Divisão Aerotransportada e soldados de apoio logístico do 189º Batalhão de Manutenção do 1º Comando de Apoio do Corpo de Fort Bragg e a 10ª Divisão de Montanha de Fort Drum. A fim de fornecer moradia temporária para os desabrigados, os militares inicialmente montaram um total de cinco cidades de tendas em Florida City e Homestead, enquanto uma sexta cidade de tendas foi aberta na Reserva Indígena Miccosukee logo após o fim de semana do Dia do Trabalho. O Governo do Canadá enviou uma equipe de 90 engenheiros militares para consertar centros comunitários, hospitais e escolas. Além disso, uma tripulação de 300 militares foram enviados a Miami via HMCS Protecteur para ajudar as equipes de socorro americanas.
A tempestade atingiu a Flórida no meio da campanha para as eleições presidenciais de 1992. Uma pesquisa conduzida pela CBS News em setembro mostrou que 65% dos residentes do condado de Dade aprovaram a forma como Bush lidou com o desastre, enquanto 61% dos residentes aprovaram em todo o estado. Apesar do apoio à resposta de Bush e sua proposta de reconstruir a Base Aérea de Homestead, ele se beneficiou pouco politicamente e perdia de 48% a 42% contra Bill Clinton em outra pesquisa realizada em setembro. Além disso, 75% dos eleitores no Condado de Dade e 82% dos habitantes da Flórida em geral afirmaram que as ações do presidente em resposta a Andrew não impactariam seu voto em novembro. Bush passou a controlar o estado da Flórida, mas por uma margem de apenas 1,89%. O furacão também afetou politicamente o governador Chiles. A resposta do estado à tempestade foi considerada ruim, reduzindo o índice de aprovação de Chiles para 22%, enquanto seu índice de desaprovação subiu para 76%. No entanto, Chiles conseguiu se recuperar antes da eleição para governador de 1994.
Após a tempestade, extensos efeitos psicológicos foram documentados. A dificuldade durante a limpeza e a recuperação levou ao aumento das taxas de divórcio e a um pico no transtorno de estresse pós-traumático (TEPT). Os casos de PTSD afetaram principalmente crianças. Uma amostra de 378 adolescentes do Departamento de Epidemiologia e Bioestatística da Universidade da Carolina do Sul indicaram que 3% dos homens e 9% das mulheres preenchiam os critérios para PTSD. Dezenas de crianças na área tentaram suicídio, enquanto os conselheiros relataram que entre 50 e 60 crianças discutiram suicídio entre dezembro de 1992 e janeiro de 1993. Um painel de psiquiatras e psicólogos da Universidade de Miami concordou que até 90% dos residentes nas áreas de pior impacto experimentariam pelo menos alguns sintomas de PTSD. Em seis meses, as circunstâncias relacionadas às consequências de Andrew levaram a pelo menos cinco suicídios e quatro homicídios.

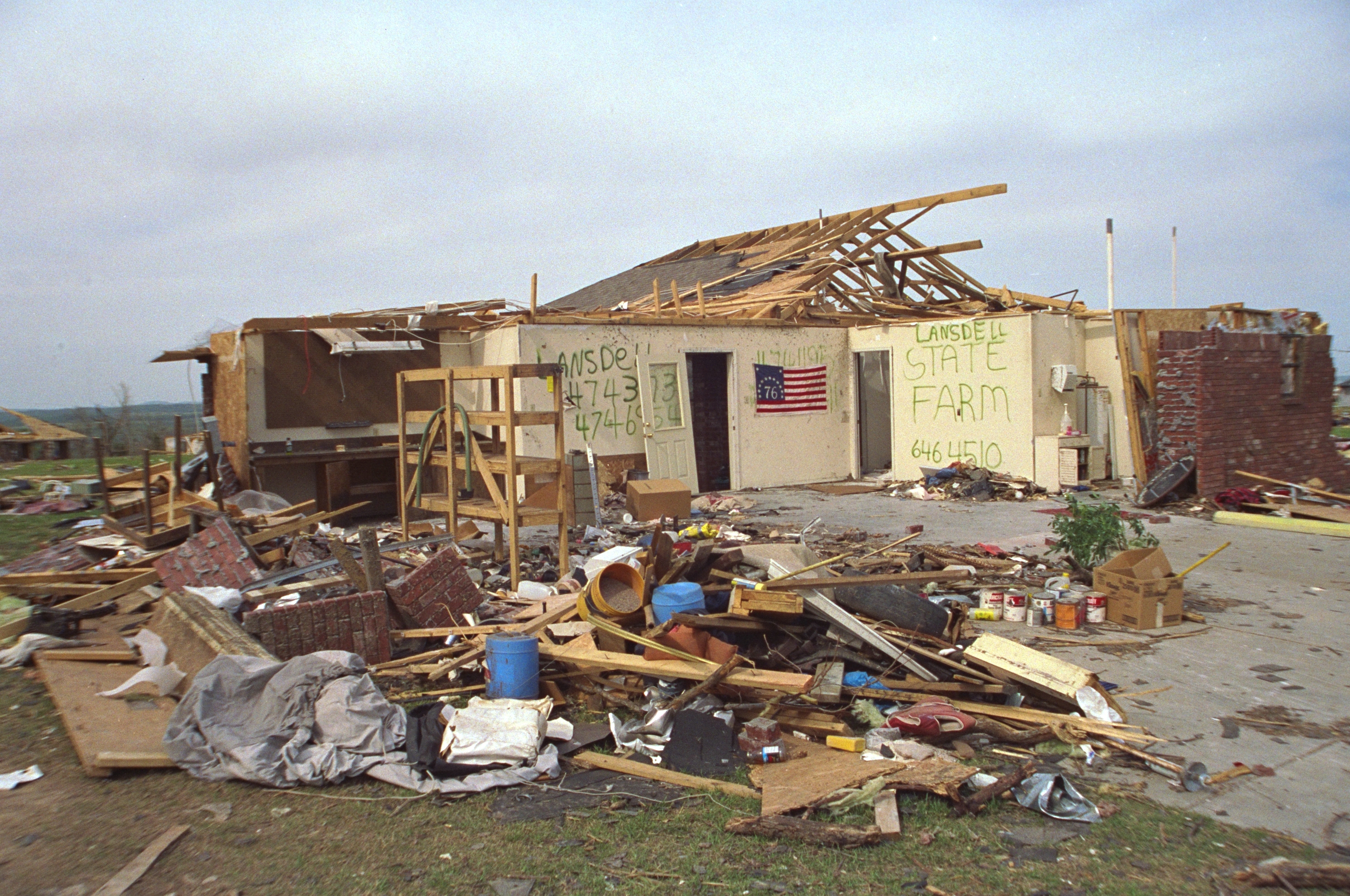
Uma casa destruída pela tempestade

Embora as propostas para reconstruir a Base Aérea de Homestead tenham sido inicialmente rejeitadas, o Departamento de Defesa dos Estados Unidos acabou gastando mais de $ 100 milhões para iniciar os reparos. Edifícios inviáveis foram demolidos. A reconstrução então começou em uma torre da Guarda Aérea Nacional da Flórida, torre de controle de tráfego aéreo e hangares de manutenção. Em seguida, a reconstrução das comunicações, instalações médicas, segurança, manutenção de veículos e edifícios da sede da ala começou. Em 5 de março de 1994, a base foi reaberta como Homestead Air Reserve Base. Antes de Andrew, a base empregava aproximadamente 6 500 pessoal militar e 1 000 civis e acrescentou anualmente cerca de US$ 450 milhões para a economia local. Após sua reabertura, o major Bobby D'Angelo esperava que a base contribuísse anualmente com menos da metade disso - entre US$ 180 milhões e $ 200 milhão. A cidade de Homestead gastou cerca de US$ 6 milhões na reconstrução do Complexo Esportivo Homestead. Apesar disso, os Cleveland Indians, temendo a transferência de seus fãs mais abastados, mudaram seu local de treinamento de primavera para Chain of Lakes Park em Winter Haven. Enquanto as casas estavam sendo reconstruídas, a FEMA forneceu casas móveis temporárias gratuitas para 3.501 famílias e assistência financeira a mais de 40 000 outras famílias por ficarem em quartos de hotel, pagar aluguel e consertar casas. Quase dois anos depois de Andrew, cerca de 70% das casas em Homestead que foram danificadas ou destruídas foram reparadas ou reconstruídas. Além disso, das casas destruídas ou severamente danificadas em todo o condado de Dade, 36 000 tinha sido restaurado em julho de 1994.
Mais de 930 000 segurados no sul da Flórida perderam cobertura após 11 seguradoras faliram, causado por mais de 600.000 pedidos de seguro arquivados. Isso levou o Legislativo da Flórida a criar novas entidades, como a Joint Underwriting Association, a Florida Windstorm Underwriting Association e o Florida Hurricane Catastrophe Fund, em um esforço para restaurar a capacidade de seguro adequada. Códigos de construção mais rígidos foram criados na Flórida após o furacão Andrew. Uma pesquisa realizada por Tim Marshall e Richard Herzog, da Haag Engineer Company em Carrollton, Texas, destacou vários problemas de construção. No telhado de algumas casas, as coberturas de tela de asfalto foram coladas em papel de feltro, que poderia ser facilmente rasgado por ventos em linha reta. Nas casas com coberturas de tela, constatou-se que algumas das telas foram pregadas perpendicularmente ao longo eixo, permitindo também o seu arrancamento. Depois que as telas foram descascadas, as partes de madeira aglomerada e as treliças pré-fabricadas foram expostas ao clima. Eventualmente, os bocados de madeira aglomerada e as treliças sofreram falhas estruturais, levando ao colapso do telhado.

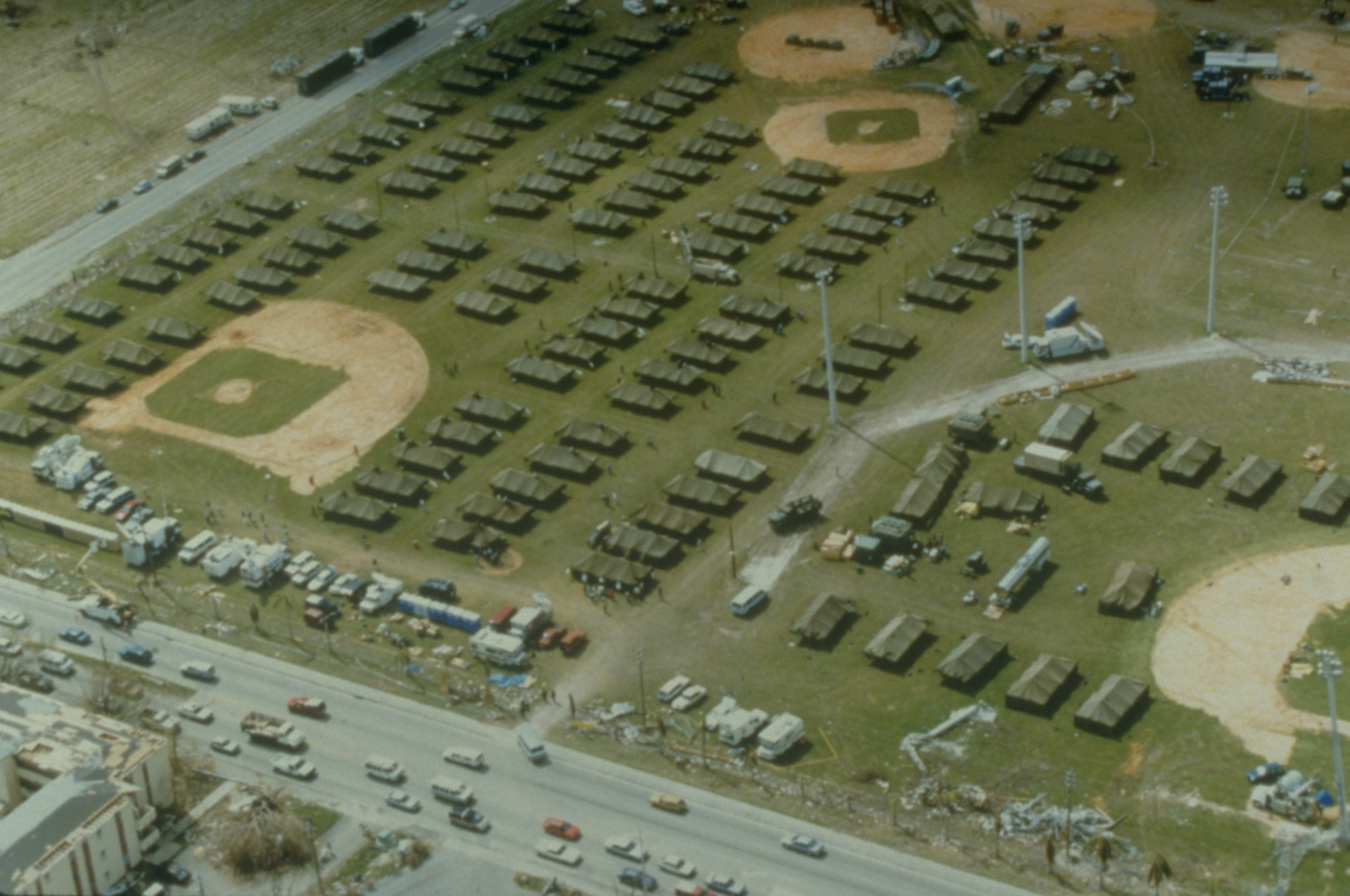
Cidades de tendas foram construídas para abrigar moradores deslocados

Em julho de 1996, o governador Chiles estabeleceu a Comissão de Estudo de Códigos de Construção da Flórida, com o objetivo de avaliar os códigos de construção da época, bem como implementar melhorias e reformas no sistema. O estudo da comissão indicou que os códigos e regulamentos de construção foram desenvolvidos, alterados e administrados por mais de 400 jurisdições locais e agências estaduais. O Código de Construção da Flórida foi estabelecido em 1998 e entrou em vigor em 2002. Ele eliminou as leis e regulamentos locais e os substituiu por códigos de construção universais em todo o estado. Depois dos furacões Charley, Frances, Ivan e Jeanne em 2004, um estudo conduzido pela Universidade da Flórida no ano seguinte observou que "Casas construídas sob o novo Código de Construção da Flórida que entrou em vigor em 2002 sofreram menos danos em média do que aquelas construídas entre 1994 e 2001. "Um relatório do Legislativo da Flórida em 2006 após os furacões Dennis, Katrina e Wilma em 2005 chegou a uma conclusão semelhante, indicando que "eles acrescentaram mais evidências de que o Código de Construção da Flórida está funcionando".
O furacão também transformou a demografia do Condado de Dade. A migração de famílias em sua maioria brancas para o norte para os condados de Broward e Palm Beach estavam em andamento, mas acelerou depois de Andrew. Muitas dessas famílias usaram o dinheiro que receberam de indenizações de seguros para se mudarem. O crescimento populacional foi especialmente notável no sudoeste do condado de Broward, onde o desenvolvimento de terras foi adiado "anos antes do previsto". Migração semelhante ocorreu dentro da comunidade judaica. Embora existam áreas no condado de Dade que ainda têm populações judias significativas, muitos judeus se mudaram para Coral Springs, West Fort Lauderdale, Hallandale Beach, Plantation e Tamarac no condado de Broward e Boca Raton e West Palm Beach no condado de Palm Beach. O condado teve uma perda líquida de cerca de 36 000 pessoas em 1992, enquanto os condados de Broward e Palm Beach ganharam cerca de 17 000 e 2 300 Residentes do condado de Dade, respectivamente. Em 2001, 230 710 pessoas se mudaram do condado de Dade para o condado de Broward, enquanto 29.125 Os residentes do condado de Dade mudaram-se para o condado de Palm Beach. No entanto, conforme o condado de Broward se tornava mais lotado, 100 871 pessoas se mudaram do condado de Broward para o condado de Palm Beach. Consequentemente, a população hispânica no sul do condado de Dade aumentou rapidamente. Em Homestead, por exemplo, a população latina aumentou de 30% para 45% entre 1990 e 2000.
Durante a tempestade, uma instalação que abrigava jibóias birmanesas foi destruída, permitindo que muitas delas escapassem para os Everglades. Embora as pítons birmanesas - nativas do sudeste da Ásia - tenham sido avistadas no Parque Nacional de Everglades desde os anos 1980, a destruição dessa instalação contribuiu significativamente para o estabelecimento de populações reprodutoras na Flórida. Devido à rápida reprodução e capacidade de predar em muitas espécies, a população de pítons birmaneses explodiu, possivelmente com cerca de 300 000 apenas nos Everglades. Esforços têm sido feitos para conter a população próspera dessas cobras invasoras, incluindo a proibição da importação da espécie para os Estados Unidos desde janeiro de 2012 e aumento dos regulamentos sobre a propriedade de uma jibóia ou piton.

### Luisiana
Em 26 de agosto, George H. W. Bush viajou por áreas devastadas da Luisiana com o governador Edwin Edwards. O Presidente Bush comentou: "a destruição desta tempestade vai além de tudo o que conhecemos nos últimos anos", mas observou que os danos foram menos graves do que na Flórida. Depois de sua visita à Luisiana, O Presidente Bush declarou apenas a Paróquia de Terrebonne como uma área de desastre, mas mais tarde incluiu 34 outras paróquias sob esta declaração. A FEMA abriu inicialmente cinco escritórios em todo o Luisiana. Estes centros permitiram aos residentes apresentar pedidos de ajuda. Depois que o prefeito de Franklin Sam Jones e o congressista Billy Tauzin criticaram a FEMA por não ter aberto um escritório em Franklin, a FEMA prometeu fazê-lo. Nos primeiros dias após a tempestade, membros da Guarda Nacional da Luisiana e moradores locais trabalharam para remover detritos como árvores derrubadas, telhados, e revestimento de alumínio rasgado. A Guarda Nacional do Estado também despachou unidades de purificação de água e tanques cheios de água potável. Cerca de 1 300 guardas nacionais foram enviados para o sul da Luisiana.
No início de setembro, as autoridades anunciaram que 1 400 casas móveis, casas e apartamentos se tornariam disponíveis para os moradores cujas moradias se tornaram inabitáveis. A resolução 5 620 do Parlamento incluía igualmente a ajuda em caso de catástrofe ao estado da Luisiana. No início de dezembro, a Small Business Administration (SBA) aprovou empréstimos a juros baixos no valor de 33,2 milhões de dólares para reparação de habitações e empresas. Até então, a FEMA tinha recebido cerca de 43 600 pedidos de ajuda, enquanto aprovava $ 35,9 milhões em subsídios para mais de 18 000 famílias que não eram elegíveis para empréstimos do SBA ou não estavam seguradas. Além das casas móveis já fornecidas, a FEMA gastou US$ 22,6 milhões em casas temporárias de desastres.